# Дурбак Іван
Дурбак Іван (нар. 20 січня 1903 — 16 червня (або 16 серпня) 1994) — український журналіст, громадський діяч. Діяч УВО, дійсний член НТШ.

## Біографія
Народився 20 січня 1903 р. у м. Тернопіль.
Брав участь в проголошенні утворення ЗУНР у м. Теребовля. Потім воював у лавах УГА.
Навчався в Українському таємному університеті у Львові, також у Львівському університеті (1927—1932). Працював у редколегії тижневиків «Нова зоря» і «Мета» (1935—1939) у Львові,, «Краківських вістей». Перебував у Німеччині, Австралії, США. Член Товариства українських письменників і журналістів, Спілки українських журналістів Америки. Помер 16 червня 1994 р. у Вотервліті.

## Творчість
Співавтор книги «Пам'яті Вождя УГА» (1939), статей. Редактор збірника «Теребовельська Земля».